# Anders Bernhard Skårman
Anders Bernhard Skårman, född 10 juni 1821 i Alingsås, död 11 april 1889 i Medelplana, Skaraborgs län, var en svensk kyrkoherde och skulptör.
Han var son till kyrkoherden Anders Skårman och Brita Maria Lewrén och gift med Anna Sofia Laurentia Wennerbom. Skårman blev student vid Uppsala universitet 1842 där han prästvigdes 1844. Han blev slutligen efter tjänstgöring i flera olika pastorat kyrkoherde i Medelplana 1872. Han var en av de första prästerna som insåg slöjdens betydelse för dåtidens barnuppfostran. I folkskolan införde han slöjdundervisning för pojkar och var själv under många år slöjdlärare i sin skola. Vid sidan av sin tjänst var han verksam som träskulptör. 